# Алис Криге
Алис Криге (енгл. Alice Krige) је јужноафричка глумица, рођена 28. јуна 1954. године у Апингтону (Јужна Африка).